# Repnič
Repnič (italijansko Rupinpiccolo) je kraška vas, ki leži v Občini Zgonik 12 km od Trsta na 297 metrih nadmorske višine. Vas se nahaja 1,6 km jugovzhodno od kraja Zgonik (Sgonico), 2 km zahodno od Repentabora ter 3 km jugo-jugozahodno od vrha Volnik (Monte Lanaro). Vas ima 117 prebivalcev.

## Zgodovina
Prva omemba toponima Repen sega v začetek 13. stoletja in naj bi izhajala iz imena nekega Rjepa ali Repa, ki je med 11. in 12. stoletjem zgradil prvo naselbino, ki ustreza današnjemu Repentaboru, nekdanjemu Velikemu Repnu. Iz nemškega dokumenta iz leta 1494 prvič beremo toponim 'Veliki Repen', kar je samo po sebi določilo ime manjšemu naselju kot 'Repnič'. 
Najstarejši dokazi človeške prisotnosti na ozemlju Repniča segajo v bronasto dobo. Vas je znana po prazgodovinskem gradišču nad današnjo vasjo ali nad cesto, ki vodi v Repen. 
Leta 1494 je postal Zgonik sedež župe, v katero je spadal tudi Salež, od leta 1524 pa še Repnič. Leta 1811 je postal Zgonik sedež istoimenske občine, ki je zajemala vasi Samatorco, Salež, Koludrovico, Gabrovec, Repnič, pa tudi vasi Nabrežina, Šempolaj, Slivno, Veliki Repen in Brje.
Na podlagi popisa kmečkih družin v urbarjih, ki je bil opravljen najkasneje do leta 1494, lahko razberemo, da je v Zgoniku in Saležu stanovalo 11 družin, v Repniču pa štiri. V začetku 19. stoletja so štele vasi tega področja skoraj 1000 prebivalcev, v povprečju 5 oseb na družino.
Do leta 1781, ko je bila v Habsburškem cesarstvu ukinjena tlaka, so bili kmetje zgoniške občine podložni pravni in plemiški oblasti devinskih gospodov. Po letu 1849 so bili kmetje prosti fevdalnih dolžnosti, desetin in dajatev.
Kot večina kraških vasi, sta bili pašništvo in kmetijstvo tudi v Saležu v preteklosti osrednji dejavnosti. Obdelanega sveta je bilo vedno malo. Danes gojijo krompir in povrtnino za domače potrebe, še po zadnji vojni so pridelali tudi nekaj žita. Skromni vinogradi ob hišah dajejo nekaj vina (malvazija, refošk, traminec). Tudi sadni pridelek (češnje, hruške, breskve, marelice, fige, orehi, kakiji) porabijo doma.
V kraju (so) se ukvarjali s pridobivanjem kamna v več kamnolomih. Ime kraja je dalo ime tudi okrasnemu kamnu, "klasični repen", ki so ga tu pridobivali in zaradi svoje lepote izvažali po vsem svetu.

## Gradišče Repnič (Castelliere di Rupinpiccolo)
Prazgodovinsko gradišče Repnič se nahaja na vzpetini nekaj 100 metrov od istoimenske vasi. Za vasjo Repnič krak kolovozne ceste, ki prihaja iz Zgonika, zavije na desno in vodi do vasi Briščiki, drugi krak pa se vzpne levo po nizkem hribu, gre med dvema kamnolomoma in nato zavije preko kamnite poti, ki teče vzdolž hriba Volnik in končno pride do Repna. Ob tej cesti se po približno 100 metrih vzpona na levi strani odpre široka pot, ki pripelje do kamnoloma: nekaj metrov pred kamnolomom se vidi začetek velikanskega obzidja gradišča.
Gradišče Repnič je prvi opisal tržaški učenjak (arheolog in botanik) Carlo Marchesetti na začetku dvajsetega stoletja. Med številnimi gradišči na Krasu je gradišče Repnič eno najbolje ohranjenih. Gradišča so utrjena naselja iz bronaste in železne dobe, za katere je značilna dvignjena in lahko ubranljiva lega. Gradišče Repnič, ki se je uporabljal kot utrdba od obdobja med 1800 in 1650 pr. n. št. do 400 pr. n. št., je eno najpomembnejših gradišč, pa tudi prvo, ki je bilo odkrito.
Gradišče se nahaja na kraški vzpetini, katerega vrh obdaja 3-4 metre debelo obzidje, ki pa ponekod doseže tudi do 7 metrov. Višina je ohranjena največ 3 metre, prvotno pa je morala doseči 7-8 metrov. Zelo dobro je ohranjeno obzidje proti jugu in jugovzhodu v dolžini 180 metrov, kjer ima od 10 do 15 metrov široko obzidje povprečno višino 2 do 3 metre, ki je posledica zrušitve skoraj 2 metra debelega zidu. Posebej izjemna je obramba severovzhodne strani, kjer stoji nekakšna ogromna podolgovata gomila, visoka od 8 do 10 metrov, po obodu pa meri preko 200 metrov, sestavljena iz kamnov in apnenčastih blokov različnih debelin. Najpomembnejši element je vhod na spodnjem delu zidu: omejen je bil z dvema stenama, ki sta se razširili navzven in tvorili nekakšen hodnik. Na dolvodni strani je gradišče branil opornik, na gorvodni strani pa ga je nadzoroval stolp. 